# エルマイラ
エルマイラ（Elmira [ɛlˈmaɪrə]）は、アメリカ合衆国ニューヨーク州にある都市。シェマング郡の郡庁所在地である。人口は2万6523人（2020年）。同じ名称のエルマイラ町 (Town of Elmira) もあり、この町がエルマイラ市の三方面を囲んでいる。市はシェマング郡南部中央に位置する。

## 概略
1779年にはニュータウンの戦いにおいて、サリバン隊 (Sullivan Expedition) がこの市を通り、イギリス軍と戦った歴史がある。また、1791年にはイロコイ族と合衆国との間で起こった領地に関する問題で、このエルマイラにおいて調停が結ばれた。
現在のシェマング郡となるシェマングの町が設立したのが1788年、その後すぐにシェマング川とニュータウン・クリークが交差する地域にはニュータウン入植地が建てられた。1792年にはニュータウンの入植地がWisnerburgやDeWittsburgにあった入植地と合併してニュータウン村が設立し、1808年に正式にニュータウン村がエルマイラ町に名称を変更した。1864年にエルマイラ村とエルマイラ町の一部を合併し、エルマイラ市が誕生した。現在も市の周囲にはエルマイラ町が囲んでいる。
市の面積は19.6 km²、市の東側にシェマング川が流れており、これまで幾度も洪水を経験している。市内にダン・フィールド球場や私立のエルマイラ大学、ウッドローン墓地・ウッドローン国立墓地などが位置する。